# Carrier Strike Group Two
Le Carrier Strike Group Two, abrégé CSG-2 ou CARSTRKGRU 2, est l'un des 6 groupes aéronavals de l'U.S. Navy affecté à la Flotte Atlantique. Il est basé à Norfolk. Il est rattaché administrativement à la 2e Flotte (Atlantique Ouest) et ses déploiements opérationnels se font au profit de la 6e flotte (mer Méditerranée) et de la 5e flotte (golfe Persique et océan Indien) flottes. La désignation de Carrier Strike Group date de 2004. Entre le 29 juillet 2010 et janvier 2012, il est commandé par le contre-amiral Nora W. Tyson, première femme à commander un carrier strike group.

## Le Theodore Roosevelt Carrier Strike Group, ancêtre du CSG-2
Même si la notion de groupe aéronaval remonte à la Seconde Guerre mondiale, la composition des Task Forces comme on les désignait à l'époque était très aléatoire, les navires d'escorte n'évoluant pas toujours avec les mêmes porte-avions. En 1992, sur proposition du chef d'état-major de l'US Navy, il fut décidé de rationaliser la composition des groupes aéronavals, et d'affecter de manière permanente les mêmes navires d'escorte. Les groupes aéronavals prennent alors la l'appellation de Carrier Vessel Battle Group.
Au cours de son second déploiement en 1991, le Theodore Roosevelt et son groupe aéronaval sont engagés dans l'opération Desert Storm, puis dans l'opération de protection de la minorité kurde.
Lors du 3e déploiement en 1993, le groupe aéronaval est engagé dans la mise en œuvre des zones d'exclusion aérienne en Bosnie et en Irak. Il est composé des navires d'escorte suivants : croiseurs lance-missiles USS Richmond K. Turner et USS Josephus Daniels, destroyer USS Arleigh Burke, frégates USS Nicholas, USS Hawes et USS Kauffman, navire atelier USS Shenandoah et sous-marins nucléaires d'attaque USS Norfolk et USS Scranton.
En 1999, lors du 6e déploiement, le Theodore Roosevelt participe à l'opération Allied Force contre la Serbie. Il poursuit sa mission dans le golfe Persique. Son escorte comporte les croiseurs USS Leyte Gulf et USS Vella Gulf, les destroyers USS Ramage, USS Ross, USS Hayler et USS Peterson, les frégates USS Halyburton et USS Elrod, le navire de ravitaillement USNS Arctic (T-AOE 8) et les sous-marins nucléaires d'attaque USS Albuquerque et USS Boise.
Le 7e déploiement est précipité par les attentats du 11 septembre 2001. Le Theodore Roosevelt et son groupe sont déployés dans l'océan Indien, participant aux opérations contre l'Afghanistan, et avec 159 jours passés en mer, un record datant de la fin de la Seconde Guerre mondiale est battu. Il est alors constitué des navires suivants : croiseurs USS Leyte Gulf et USS Vella Gulf, destroyers USS Ramage, USS Ross, USS Hayler et USS Peterson, les frégates USS Halyburton et USS Elrod, le navire de ravitaillement USNS Detroit (AOE 4) et les sous-marins nucléaires d'attaque USS Springfield et USS Hartford.
Le 22 mars 2003, en conjonction avec l'USS Harry S. Truman, le groupe aéronaval du Theodore Roosevelt lança les premières attaques aériennes de l'US Navy contre l'Irak. Le groupe comprend alors les unités suivantes : croiseurs USS Anzio et USS Cape Saint-Georges, destroyers USS Arleigh Burke, USS Porter et USS Winston S. Churchill, frégate USS Carr et navire de ravitaillement USNS Arctic (T-AOE 8).

## Composition du CSG-2

### 2005-2006
Déploiement du 1er septembre 2005 jusqu'au 11 mars 2006:
- USS Theodore Roosevelt (CVN-71), navire-amiral
- Carrier Air Wing Eight (CVW-8)
  - VF-213 (10 F-14D)
  - VF-31 (12 F-14D)
  - VFA-87 (10 F/A-18C(N))
  - VFA-15 (12 F/A-18C(N))
  - VAQ-141 (4 EA-6B)
  - VAW-124 (4 E-2C 2000NP)
  - VS-24 (8 S-3B)
  - HS-3 (2 HH-60H + 4 SH-60F)
  - VRC-40 Det.1 (2 C-2A)
- USS San Jacinto (CG-56)
- Destroyer Squadron 22
  - USS Oscar Austin (DDG-79)
  - USS Donald Cook (DDG-75)
- Álvaro de Bazán (F 101) de l'Armada espagnole
- USNS Mount Baker (T-AE 34)
- USNS Kanawha (T-AO 196)

Ce déploiement marque la fin de service actif pour les F-14 Tomcat au sein des escadres embarquées de l'US Navy. Le groupe aéronaval du Theodore Roosevelt est engagé en soutien des opérations de stabilisation en Irak.

### 2008-2009
Déploiement du 8 septembre 2008 au 18 avril 2009,:
- USS Theodore Roosevelt (CVN-71), navire-amiral
- Carrier Air Wing Eight (CVW-8)
  - VF-213 (12 F/A-18F)
  - VFA-87 (10 F/A-18CA+)
  - VF-31 (12 F/A-18E)
  - VFA-15 (10 F/A-18C(N)
  - VAQ-141 (4 EA-6B)
  - VAW-124 (4 E-2C)
  - HS-3 (2 HH-60H + 4 SH-60F)
  - VRC-40 Det.1 (2 C-2A)
- USS Monterey (CG-61)
- USS The Sullivans (DDG-68)
- USS Mason (DDG-87)
- USS Nitze (DDG-94)
- USS Springfield (SSN-761)
- USNS Supply (T-AOE 6)

Ce déploiement est effectué dans le golfe Persique, en soutien des opérations en Afghanistan. Le 4 octobre 2008, le Theodore Roosevelt procède à une visite au Cap (Afrique du Sud), une première pour un bâtiment à propulsion nucléaire depuis les années 1970.

### 2011
Déploiement du 11 mai au 11 décembre 2011:
- USS George H. W. Bush (CVN-77), navire-amiral
- USS Anzio (CG-68)
- USS Gettysburg (CG-64)
- USS Truxtun (DDG-103)
- USS Mitcher (DDG-57)

À la suite de l'immobilisation pour entretien du Theodore Roosevelt, l'USS George H.W Bush (CVN-77) le remplace comme navire-amiral du groupe. Ce déploiement est le premier pour le plus récent des porte-avions américains, ainsi que pour le destroyer USS Truxtun,

### 2014
Déploiement du 15 février 2014 en cours:
- USS George H. W. Bush (CVN-77), navire-amiral
- Carrier Air Wing Eight (CVW-8)
  - VFA-213 (12 F/A-18F)
  - VFA-87 (10 F/A-18A+)
  - VFA-31 (12 F/A-18E)
  - VFA-15 (10 F/A-18C)
  - VAQ-134 (4/6 EA-6B)
  - VAW-124 (4 E-2C)
  - HSC-9 (7 MH-60S)
  - HSM-70 (11 MH-60R)
  - VRC-40 Dét.5 (2 C-2A)
- USS Philippine Sea (CG-58)
- USS Truxtun (DDG-103)
- USS Roosevelt (DDG-80)
- USS Arleigh Burke (DDG-51)